# 스콧 벅
스콧 랜들 벅(영어: Scott Randall Buck)은 미국의 각본가, 프로듀서이다. HBO 드라마 《식스 핏 언더》를 시작으로 《로마》, 《덱스터》 등의 드라마 시나리오를 썼다. 근래에는 마블 코믹스 원작의 넷플릭스 드라마 《아이언 피스트》와 《인휴먼스》의 총괄 제작자 자리에 앉았다.